# Borgward Hansa 1500
Borgward Hansa 1500 — среднеразмерный автомобиль, выпускавшийся бременским автопроизводителем Borgward. Имевший современный дизайн, автомобиль был впервые представлен на Женевском автосалоне в марте 1949 года, а первые серийные автомобили сошли с конвейера 13 октября того же года. Hansa был заменён на Borgward Isabella в 1954 году.
Borgward Hansa 1500, представленный за четыре года до Mercedes-Benz W120, часто рассматривался как первый западногерманский послевоенный автомобиль с революционным понтонным дизайном, впоследствии ставшим основным для большинства производителей в ФРГ и большей части Европы.

## Кузов
Автомобиль был запущен в производство с кузовами 2 и 4-дверный седан. Полностью стальной кузов располагался на несущей раме, сходной с Ford 1949 года. Крылья теперь полностью интегрировались в кузов, а пассажирский салон занимал всю ширину кузова. В то время, как Opel и Mercedes Benz по-прежнему выпускают основанные на устаревшей довоенной конструкции автомобили, Hansa имела два ряда сидений спереди и сзади, позволяя перевозить шестерых пассажиров. Багажник имел отдельную крышку, а навесной капот мог открываться как с левой, так и с правой стороны в случае необходимости. Hansa использовала объединённые в единый блок задние фонари в американском стиле.
Дизайн трёхспицевого рулевого колеса напоминал ранние Porsche и обеспечивал максимальный обзор приборной панели. Кроме того, на рулевой колонке располагался рычаг переключения передач.
Наряду с двухместным «спортивным» кабриолетом также существовали модели с кузовами 2-дверный универсал и 4-дверный пятиместный кабриолет. Кабриолеты выпускались компанией «Hebmüller» в Вюльфрате до мая 1952 года.

## Двигатель, трансмиссия и шасси
Первоначально Hansa использовала 4-цилиндровый OHV—двигатель объёмом 1498 см³ и мощностью 48 л. с. (35 кВт). В 1952 году мощность двигателя была увеличена до 52 л. с. (38 кВт). «Спортивные» кабриолеты оснащались более мощной версией этого двигателя — 66 л. с. (49 кВт). Впускной коллектор двигателя находился сверху, рядом с карбюратором. Билл Блиденштейн (Bill Blydenstein) использовал некоторые из этих настроенных двигателей для гонок с некоторым успехом.
Коробка переключения передач — механическая трёхступенчатая.
Подвеска — независимая. Задние колёса располагались на качающейся оси, поддерживаемые пружинами с гидравлическими амортизаторами. Все четыре колеса связывались гидравлической системой с ножным тормозом, а механический ручной тормоз работал на задние колёса.

## Увеличение мощности
В 1952 году введена модификация Borgward Hansa 1800 с 4-цилиндровым двигателем 1758 см³ (60 л. с., 44 кВт) и 4-ступенчатой коробкой передач с синхронизированными высшими передачами. Передние указатели поворота переместились в верхнюю часть передних крыльев. Как и ранее, 2 и 4-дверные седаны дополнились универсалами и кабриолетами.
В следующем году добавлена версия Hansa 1800 с дизельным двигателем той же мощности, что и у бензиновых собратьев, но с выходной мощностью 42 л. с. (31 кВт).
Дизельный седан 1800 был протестирован британским журналом The Motor в 1954 году. По результатам теста максимальная скорость составляла 68 миль/ч (109 км/ч) и разгонялся с 0-50 миль/ч (80 км/ч) за 27,9 секунд. Расход топлива составлял 45,6 миль на галлон (6,19 л на 100 км). Стоимость машины составляла £1493 в Великобритании.

## Галерея
- Первоначально указатели поворота находились под фарами.
- На модификации 1800 указатели поворота переместились в верхнюю часть крыльев.
- Вид через руль обеспечивал хороший обзор приборной панели. Кроме того, Hansa имела шесть мест.
- Оригинальный профиль для начала 1950-х годов.